# Châtelaudren-Plouagat
Châtelaudren-Plouagat [ʃatɛlodʁɛ̃ pluaɡat] est une commune nouvelle située dans le département des Côtes-d'Armor, en région Bretagne, créée le 1er janvier 2019 par la réunion des communes de Châtelaudren et Plouagat.

## Géographie

### Localisation

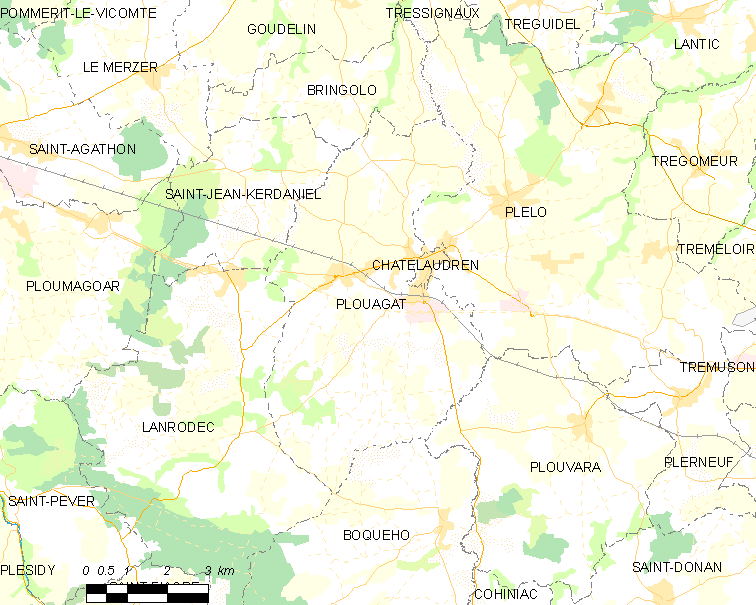
Carte de la nouvelle commune de Châtelaudren-Plouagat.

### Communes limitrophes
| Saint-Jean-Kerdaniel | Bringolo              | Plélo    |
| Lanrodec             | Châtelaudren-Plouagat |          |
|                      | Boqueho               | Plouvara |

La commune de Châtelaudren-Plouagat est bordée par les communes de Bringolo, Saint-Jean-Kerdaniel, Lanrodec et Boquého à l'Ouest et par les communes de Plélo, Plouvara et Boquého à l'Est.

### Hydrographie
Pour un article plus général, voir Réseau hydrographique des Côtes-d'Armor.
La commune est située dans le bassin Loire-Bretagne. Elle est drainée par le Leff et le Dourmeur,.
Le Leff, d'une longueur de 62 km, prend sa source dans la commune du Leslay et se jette  dans le Trieux en limite de Quemper-Guézennec et de Plourivo, après avoir traversé 19 communes.  Les caractéristiques hydrologiques du Leff sont données par la station hydrologique située sur la commune de Boqueho. Le débit moyen mensuel est de 0,473 m3/s. Le débit moyen journalier maximum est de 9,05 m3/s, atteint lors de la crue du 28 février 2010. Le débit instantané maximal est quant à lui de 13,3 m3/s, atteint le même jour.

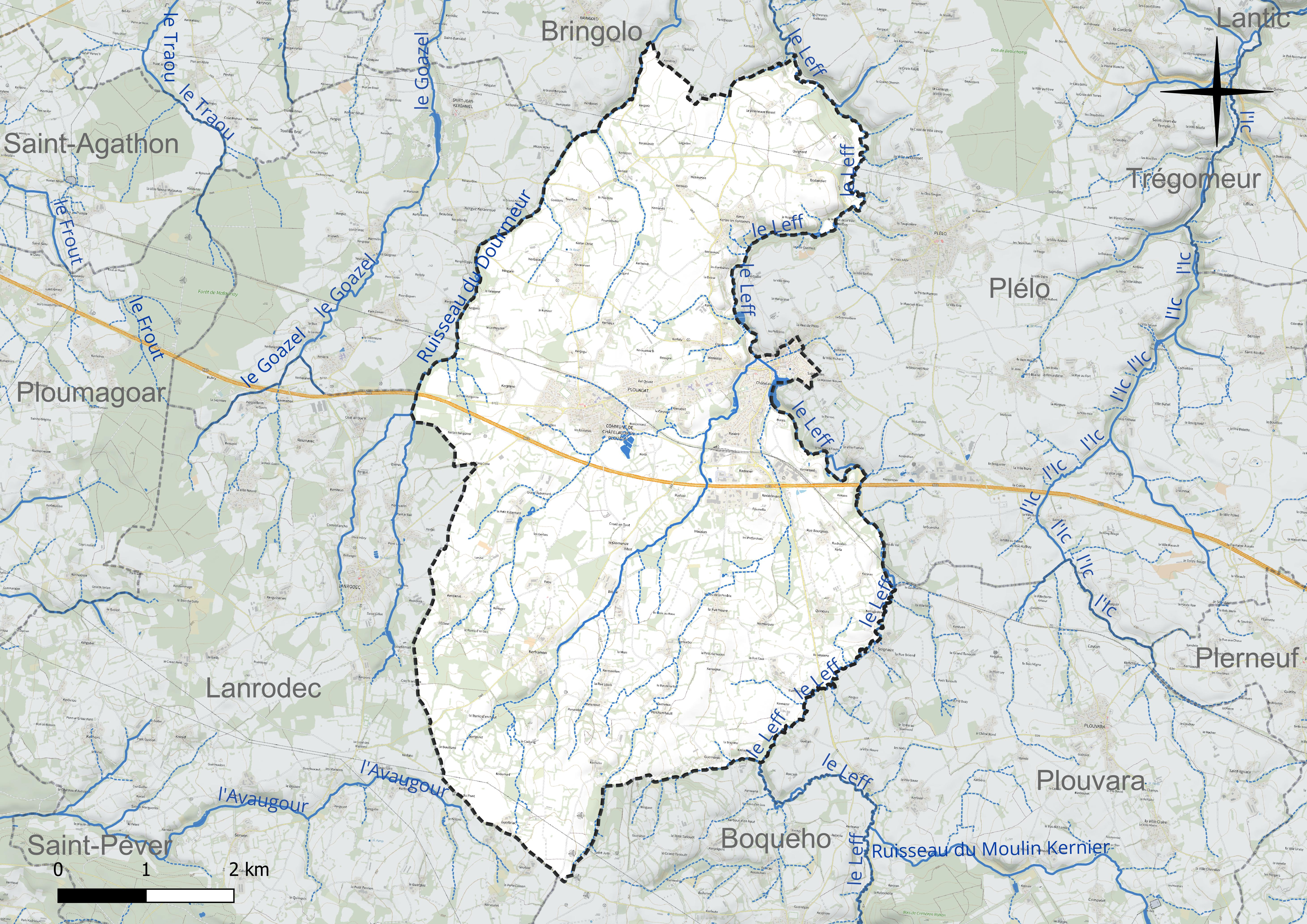
Réseau hydrographique de Châtelaudren-Plouagat.

Le Dourmeur, d'une longueur de 12 km, prend sa source dans la commune de Lanrodec et se jette  dans le Leff à Tressignaux, après avoir traversé six communes. 

### Climat
Pour des articles plus généraux, voir Climat de la Bretagne et Climat des Côtes-d'Armor.
En 2010, le climat de la commune est de type climat océanique franc, selon une étude du CNRS s'appuyant sur une série de données couvrant la période 1971-2000. En 2020, Météo-France publie une typologie des climats de la France métropolitaine dans laquelle la commune est exposée à un climat océanique et est dans la région climatique  Finistère nord, caractérisée par une pluviométrie élevée, des températures douces en hiver (6 °C), fraîches en été et des vents forts. Parallèlement l'observatoire de l'environnement en Bretagne publie en 2020 un zonage climatique de la région Bretagne, s'appuyant sur des données de Météo-France de 2009. La commune est, selon ce zonage, dans la zone « Intérieur  », exposée à un climat médian, à dominante océanique.  
Pour la période 1971-2000, la température annuelle moyenne est de 11 °C, avec  une amplitude thermique annuelle de 11 °C. Le cumul annuel moyen de précipitations est de 839 mm, avec 13,7 jours de précipitations en janvier et 7,1 jours en juillet. Pour la période 1991-2020, la température moyenne annuelle observée sur la station météorologique la plus proche, située sur la commune de Trémuson à 11 km à vol d'oiseau, est de 11,4 °C et le cumul annuel moyen de précipitations est de 757,3 mm,. Pour l'avenir, les paramètres climatiques de la commune estimés pour 2050 selon différents scénarios d’émission de gaz à effet de serre sont consultables sur un site dédié publié par Météo-France en novembre 2022.

## Urbanisme

### Typologie
Au 1er janvier 2024, Châtelaudren-Plouagat est catégorisée bourg rural, selon la nouvelle grille communale de densité à 7 niveaux définie par l'Insee en 2022.
Elle appartient à l'unité urbaine de Châtelaudren-Plouagat, une unité urbaine monocommunale constituant une ville isolée,. Par ailleurs la commune fait partie de l'aire d'attraction de Saint-Brieuc, dont elle est une commune de la couronne,. Cette aire, qui regroupe 51 communes, est catégorisée dans les aires de 200 000 à moins de 700 000 habitants,.

## Toponymie et gentilé
Il est constitué par l'addition des toponymes des deux communes fondatrices : Châtelaudren est une contraction du toponyme château et du prénom médiéval Audren, c'est-à-dire le château d'Audren qui se trouvait au nord de l'étang du Minihy, tandis que Plouagat vient du Breton "plagad" autrement dit paroisse d'Agat, saint breton légendaire connu par les récits hagiographiques.
Le maire a suggéré en 2021 que les habitants de la nouvelle commune soient dénommés les "Castelgatins", mais ce terme n'a rien d'officiel. Il lui reste à s'imposer par l'usage.

## Histoire
La commune est créée au 1er janvier 2019 par arrêté préfectoral du 28 septembre 2018. Son siège est fixé à Plouagat.

## Politique et administration

### Liste des maires
| Période                                  | Période  | Identité          | Étiquette | Qualité                                             |
| ---------------------------------------- | -------- | ----------------- | --------- | --------------------------------------------------- |
| 12 janvier 2019                          | en cours | Olivier Boissière | DVG       | Professeur de lycée Maire de Plouagat (2014 → 2018) |
| Les données manquantes sont à compléter. |          |                   |           |                                                     |

### Communes déléguées
| Nom              | Code Insee | Intercommunalité         | Superficie (km2) | Population (dernière pop. légale) | Densité (hab./km2) |
| ---------------- | ---------- | ------------------------ | ---------------- | --------------------------------- | ------------------ |
| Plouagat (siège) | 22206      | CC Leff Armor Communauté | 31,98            | 2 844 (2016)                      | 89                 |
| Châtelaudren     | 22038      | Leff Armor Communauté    | 0,46             | 1 000 (2016)                      | 2 174              |

## Population et société

### Démographie
L'évolution du nombre d'habitants est connue à travers les recensements de la population effectués dans la commune depuis sa création.

En 2022, la commune comptait 3 968 habitants, en évolution de +3,23 % par rapport à 2016 (France hors Mayotte : +2,11 %).
| 2015  | 2020  | 2022  |
| ----- | ----- | ----- |
| 3 814 | 3 955 | 3 968 |

## Économie
Le cœur de la commune est constitué de l'ancienne ville de Châtelaudren (Petite Cité de Caractère) qui accueille commerces, services ainsi qu'une antenne de la Communauté de communes Leff Armor Communauté. Mais l'essentiel de l'activité se situe sur l'ancienne commune de Plouagat au sein des zones industrielles qui bordent la Nationale 12 qui relient Rennes, Brest et Saint-Brieuc. Des industries agro-alimentaires, le Groupe le Du (travaux publics) et prochainement une plateforme logistique de Lidl y sont implantés. Châtelaudren-Plouagat compte aussi un petit espace commercial (Carrefour Market, Aldi) situé à la mi-route, à proximité du nouveau pôle scolaire.

## Culture locale et patrimoine

### Lieux et monuments
- Le manoir de Fournebello.

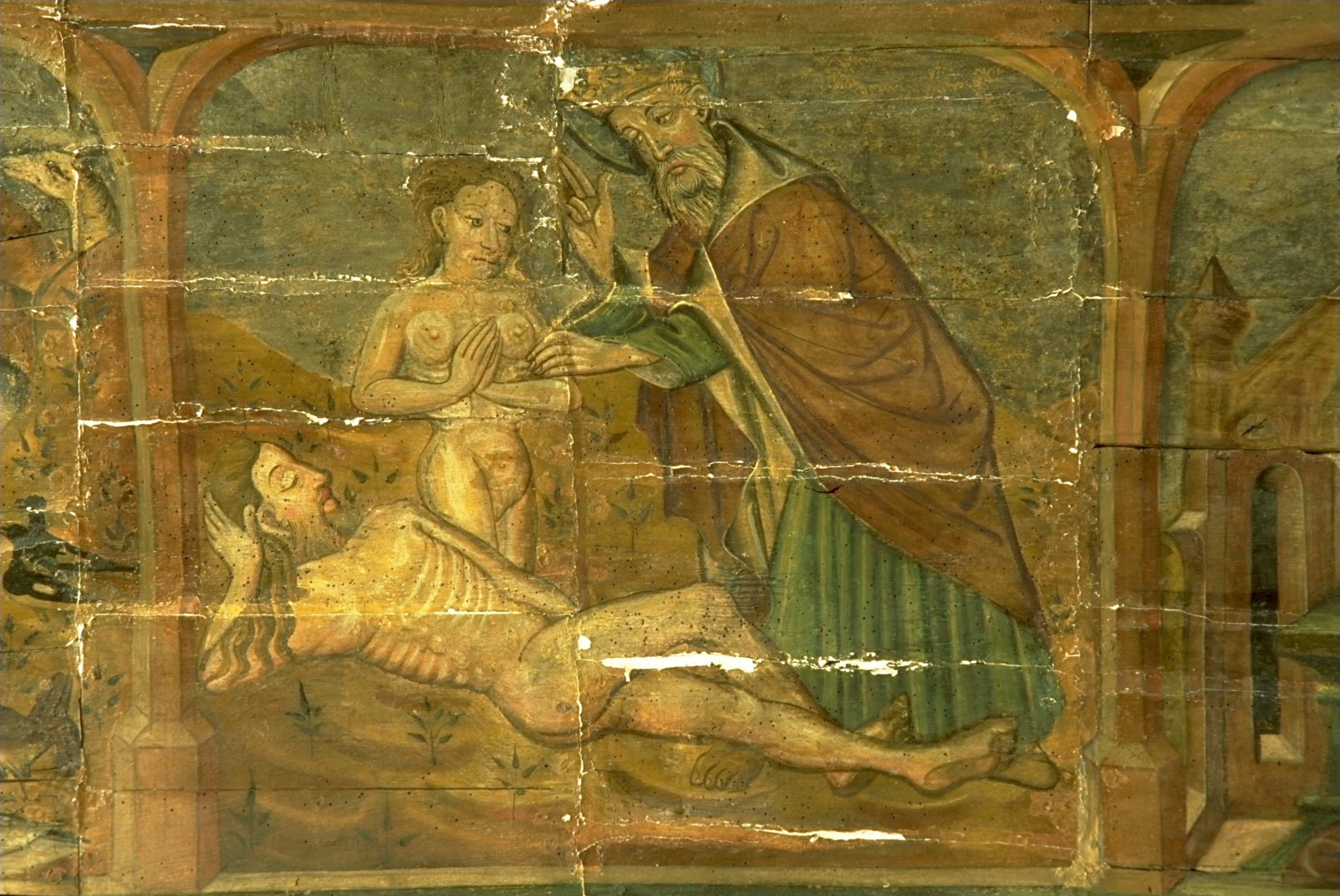
Fresque de l'église Notre-Dame-du-Tertre.

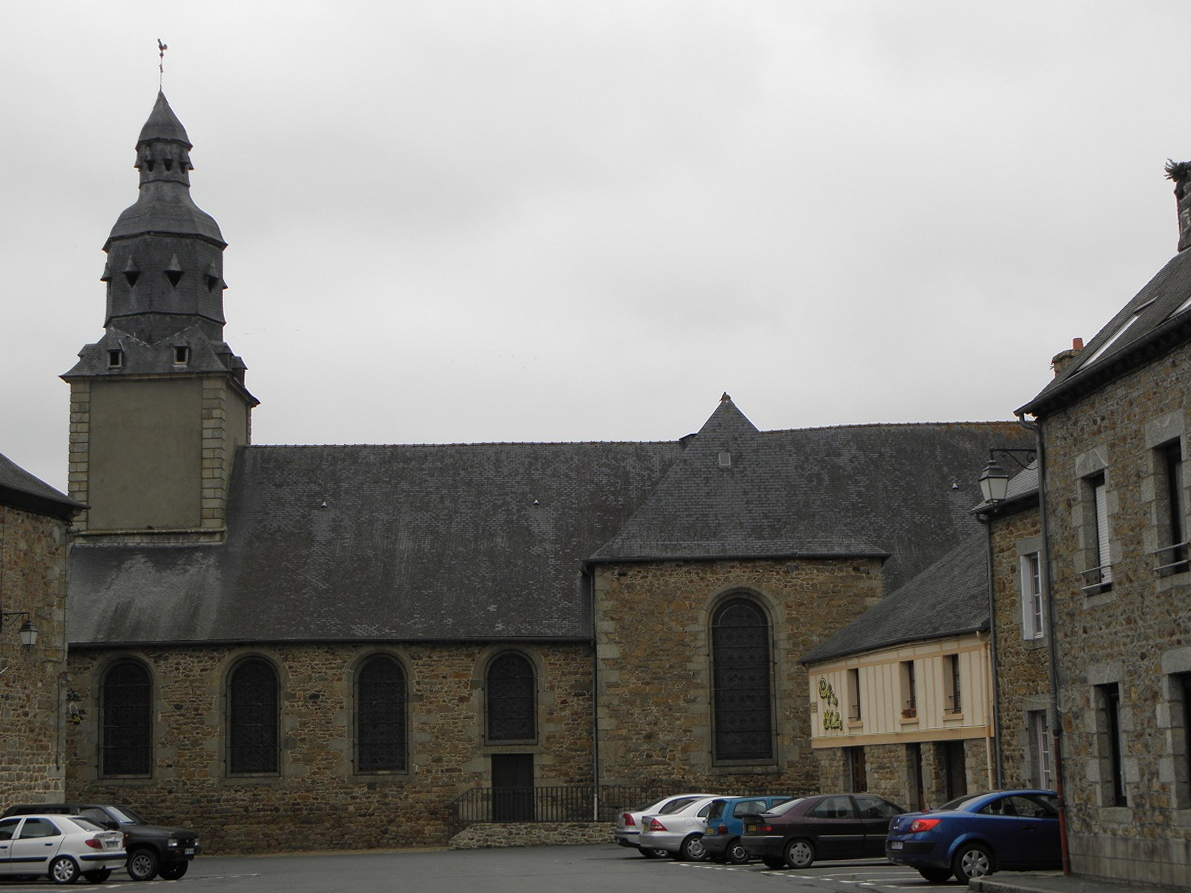
L'église Saint-Magloire.

- Le polissoir du Petit Runio, classé depuis 1971 au titre des Monuments historiques[21].
- Le colombier de Maros, dernier vestige du château de Maros, inscrit en 1988 au titre des Monuments historiques[22].
- Le château de la Ville-Chevalier.
- Église Notre-Dame-du-Tertre classée au titre des monuments historiques en 1907[23],[24]
- Église Saint-Pierre.
- Église Saint-Magloire.
- Ancienne imprimerie du Petit Écho de la mode[25] et des Éditions de Montsouris. Ce bâtiment accueille à l'heure actuelle des expositions.

### Héraldique
Plouagat
| Blason | Blasonnement : De gueules à la fasce d'argent accompagnée de trois quintefeuilles du même. |

Châtelaudren
| Blason | Blasonnement : D'argent au pommier de sable pommé de gueules, au chef aussi de gueules chargé de trois mouchetures d'hermines d'or. |